# (5336) 1991 JE1
1991 جاي إي 1 (ويعرف أيضًا باسم (5336) 1991 جاي إي 1 وفق تسمية الكوكب الصغير) (بالإنجليزية: 1991 JE1)‏ هو كويكب ضمن حزام الكويكبات؛ وترتيبه 5336 من حيث الاكتشاف.
اكتُشف هذا الجُرم الفلكي بواسطة Nobuhiro Kawasato ‏ في 7 مايو 1991.

## وصلات خارجية
- (5336) 1991 JE1 في قاعدة بيانات مختبر الدفع النفاث لأجرام النظام الشمسي الصغيرة

- الاكتشاف · مخطط المدار ·  العناصر المدارية · المعلمات المادية

- (5336) 1991 JE1 على موقع ويكي سكاي: DSS2, SDSS, GALEX, IRAS, Hydrogen α, X-Ray, Astrophoto, Sky Map, Articles and images